# Necati Cumalı
Necati Cumalı (Florina, 13 gennaio 1921 – Istanbul, 10 gennaio 2001) è stato uno scrittore e poeta turco.

## Biografia
Laureatosi all'Università di Ankara, Cumalı visse a Smirne per quasi tutta la vita; fu uno scrittore di novelle, saggi e poesie nonché il precursore di un importante scambio culturale tra Turchia e Grecia.
Lavorò spesso in collaborazione con Sabahattin Ali, altro celebre novellista; ricevette inoltre alcuni premi locali e nazionali turchi.